# Stonehenge, Avebury et sites associés
| \| Avebury Stonehenge \| Avebury et Stonehenge dans le comté de Wiltshire. |
| Avebury Stonehenge                                                         |

Stonehenge, Avebury et sites associés est le nom officiel d'un ensemble de sites inscrits au patrimoine mondial de l'UNESCO depuis 1986. Il s'agit de plusieurs sites néolithiques situés dans le comté de Wiltshire, en Angleterre. Les deux sites principaux, Stonehenge et Avebury, sont distants d'environ 45 km. L'ensemble comprend des enceintes, des alignements mégalithiques, des tumulus, ainsi que des collections conservées dans trois musées.

## Sites dans la région de Stonehenge
Les sites sont répartis sur 26 km2 dans le sud du Wiltshire.
- Stonehenge
- Cursus (Stonehenge)
- Durrington Walls
- Woodhenge
- Coneybury Henge
- King Barrow Ridge
- Winterbourne Stoke Barrows
- Normanton Down Barrows
- Camp de Vespasien
- Robin Hood's Ball (un monument associé situé juste au nord de la région reconnue patrimoine mondial)
- Bluestonehenge, site archéologique à 1,6 km de Stonehenge, découvert en 2008
- Stonehenge Landscape, le paysage de collines autour du site néolithique
- Stonehenge New Henge, un cercle en bois découvert en 2010 à 900 m de Stonehenge

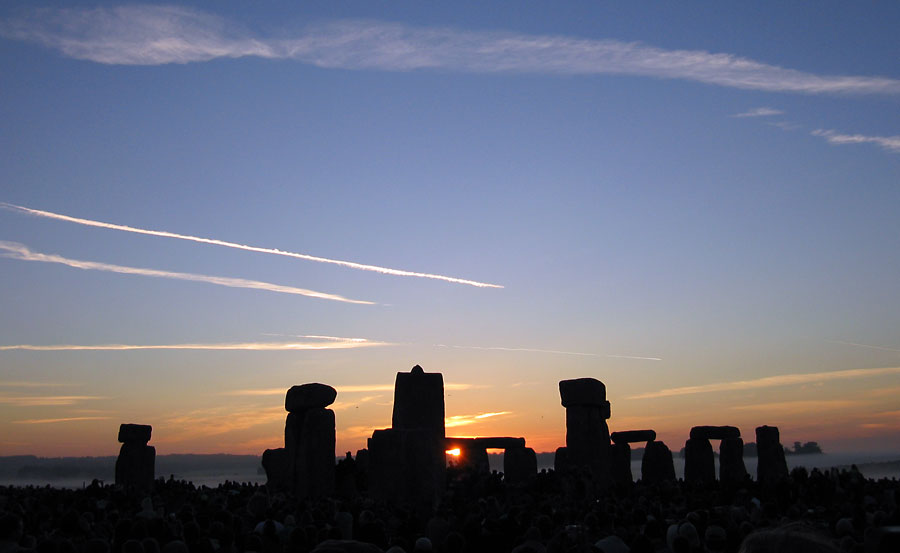
Stonehenge
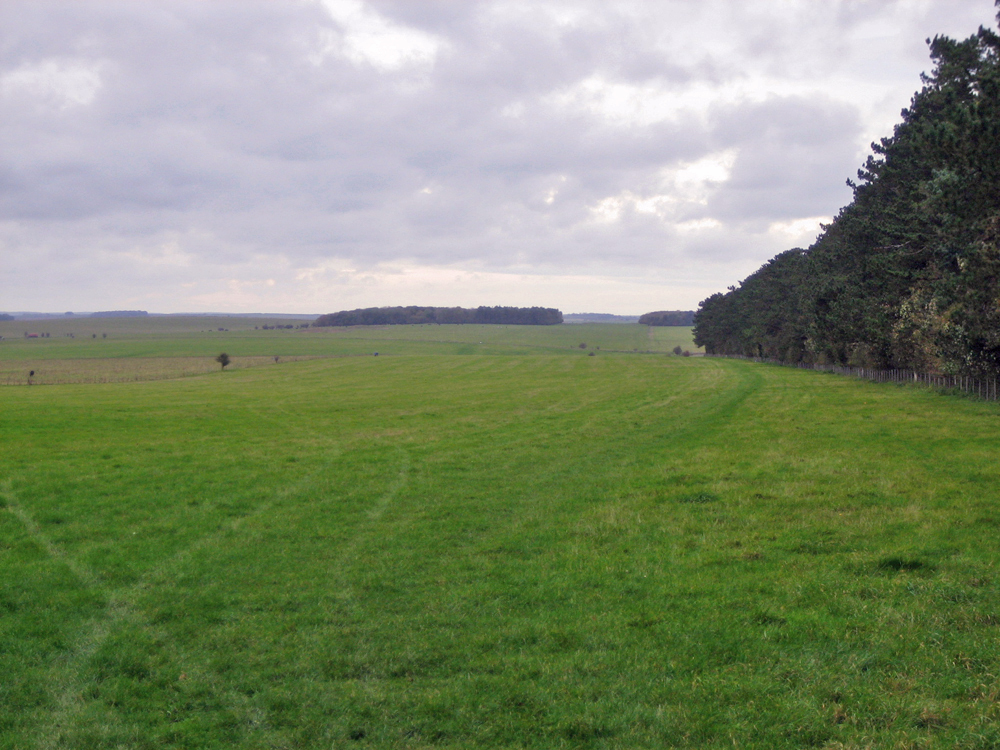
Stonehenge Cursus
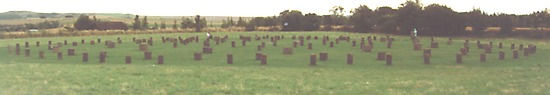
Woodhenge, 1993
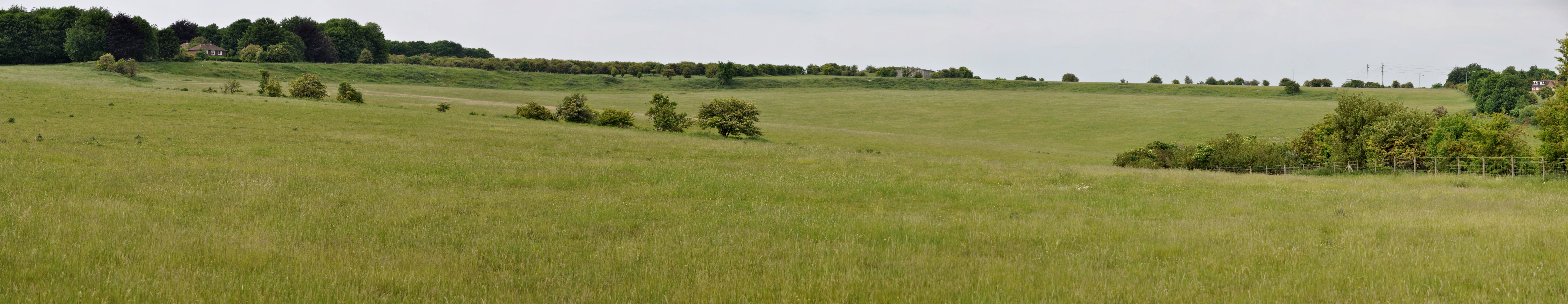
Durrington Walls, panorama
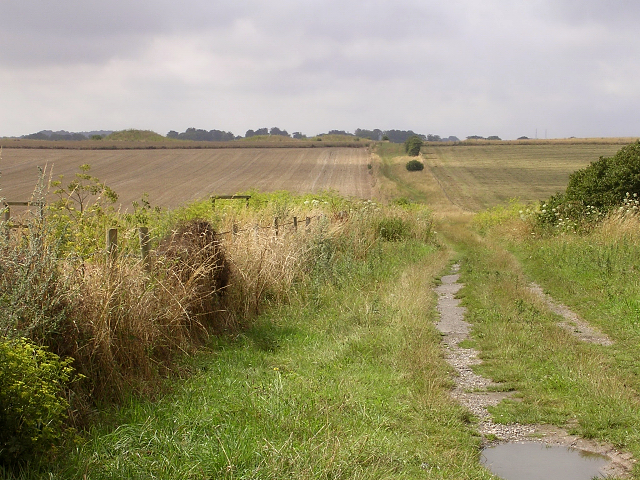
Chemin de Normanton down, près de Stonehenge : sur la gauche, trois tumuli.

## Sites dans la région d'Avebury
Avebury se trouve dans le nord du Wiltshire. Les sites néolithiques sont répartis sur environ 22,5 km2 autour du site principal.
- Avebury
- West Kennet Avenue
- Beckhampton Avenue, il ne reste plus qu'une pierre debout
- West Kennet Long Barrow
- The Sanctuary
- Silbury Hill
- Windmill Hill, une enceinte en terre avec fossés, 2 km au nord-ouest d'Avebury

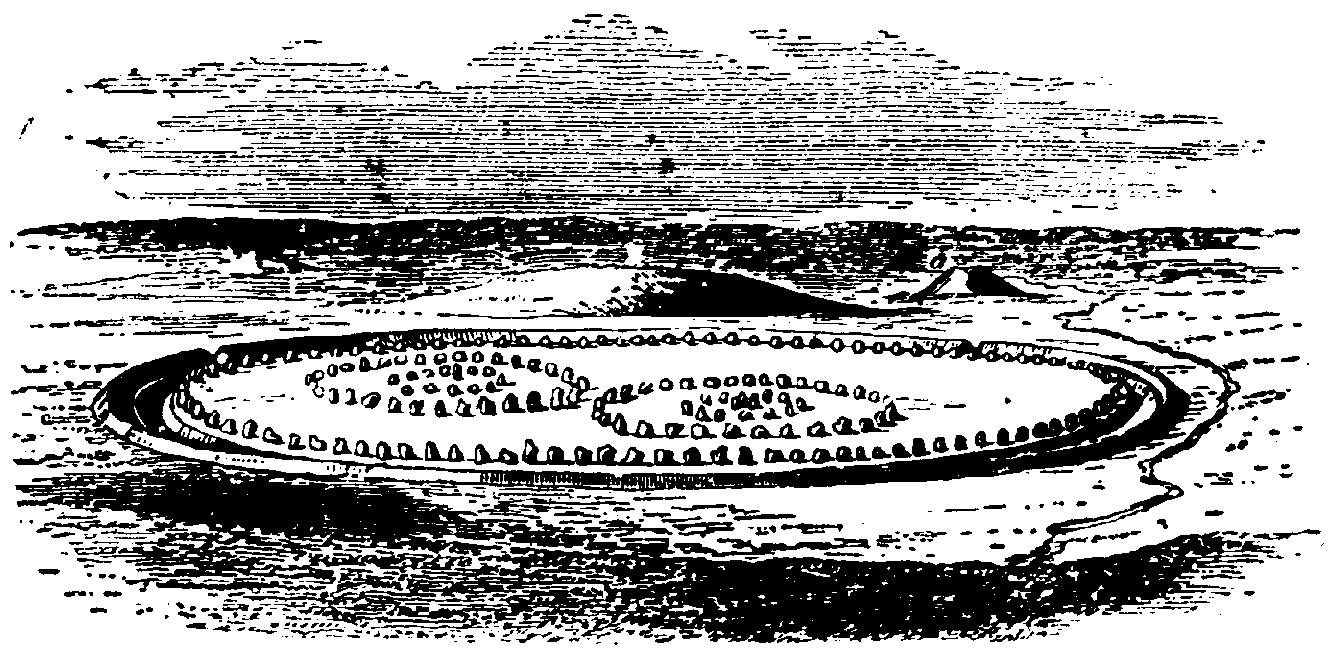
Avebury henge dans une illustration du XIXe siècle
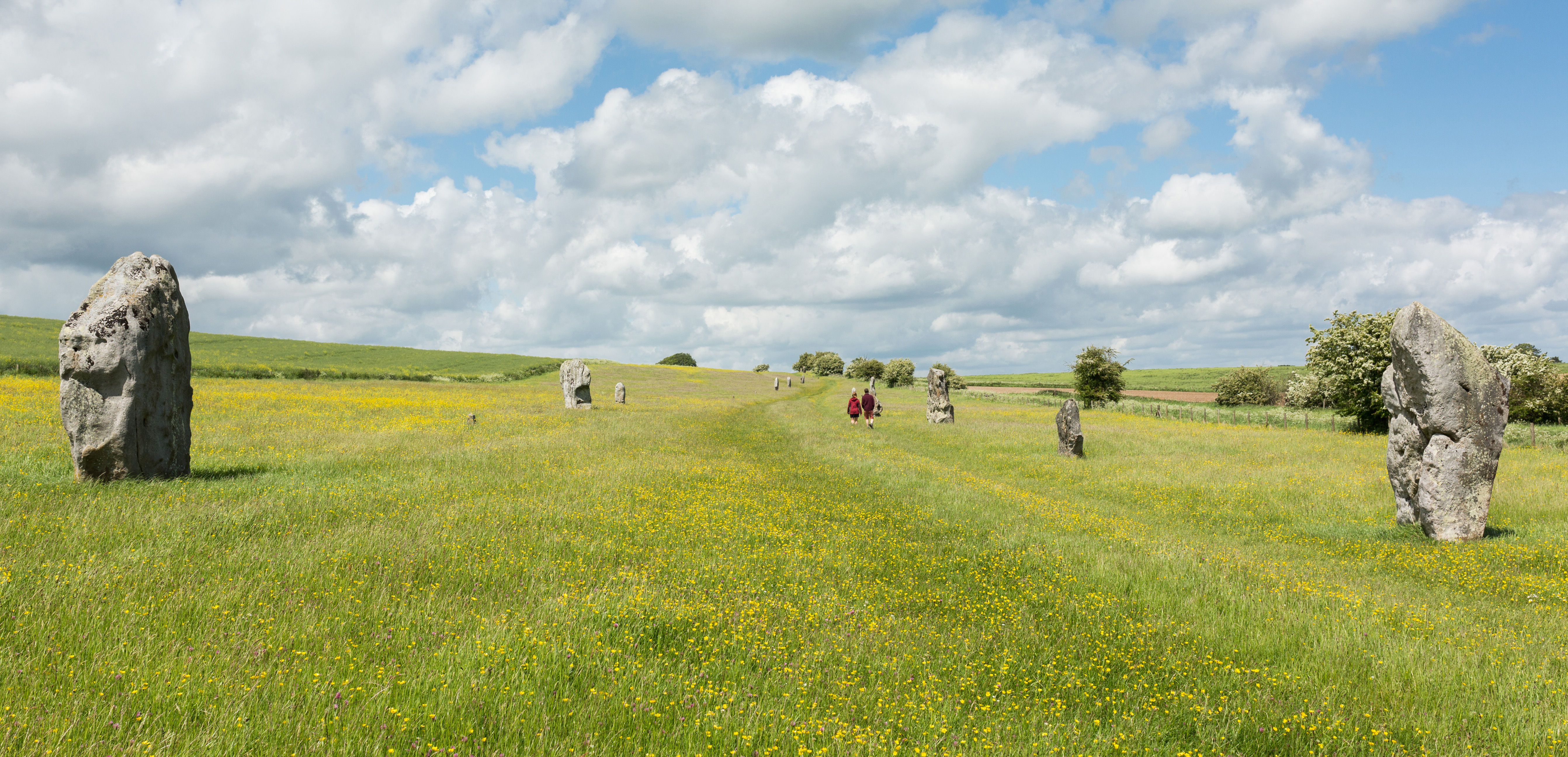
West Kennet Avenue
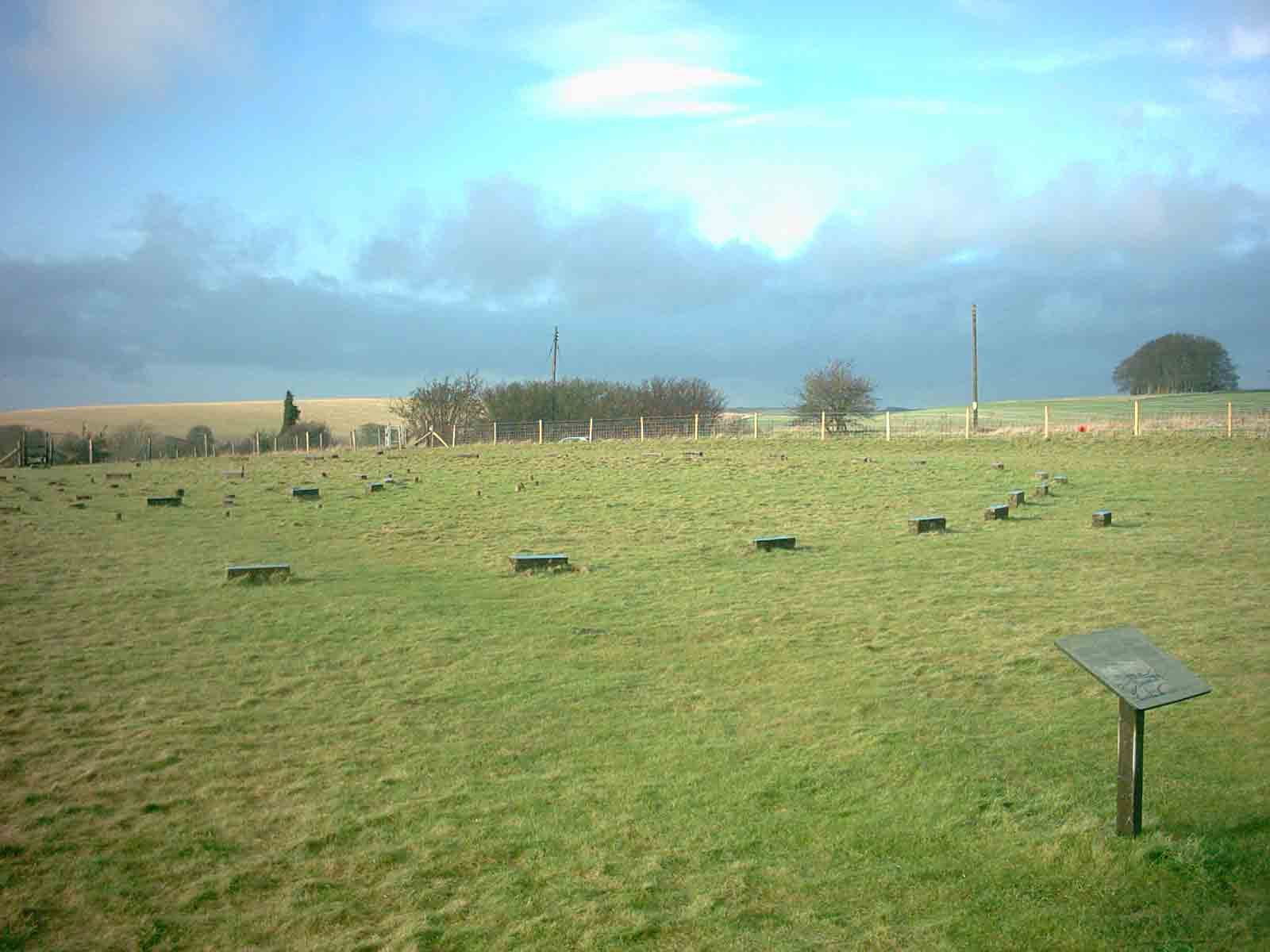
Sanctuary
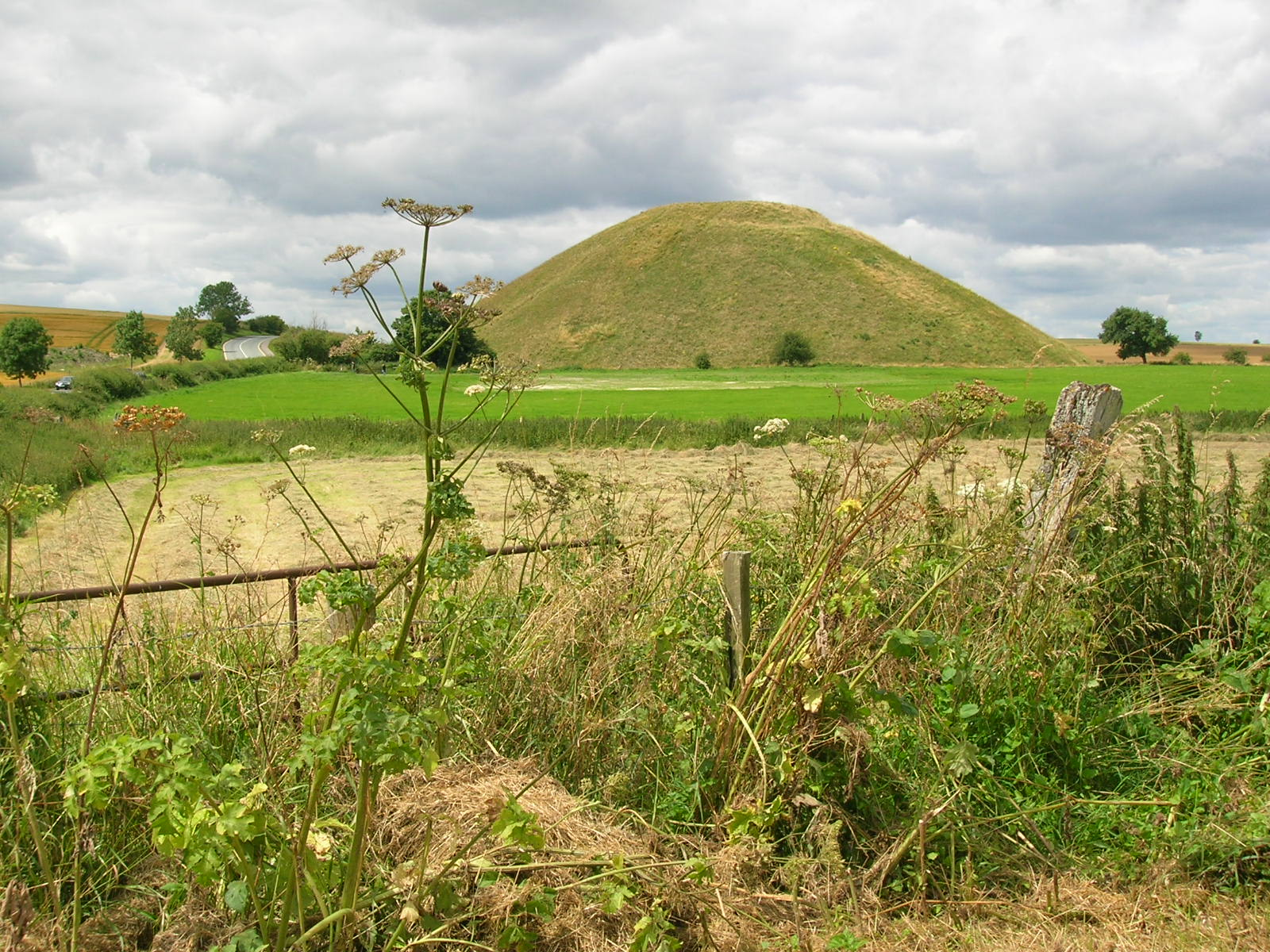
Silbury Hill

## Collections dans des musées et archives
Les collections les plus importantes du site sont conservées au musée Alexander Keiller, à Avebury.
- Salisbury and South Wiltshire Museum, à Salisbury
- Wiltshire Heritage Museum, à Devizes